# Bud Abbott
William Alexander „Bud“ Abbott (2. října 1897 Asbury Park, USA – 24. dubna 1974 Woodland Hills, USA) byl americký herec, producent a komik.
Bud se narodil do židovské rodiny pracující v zábavním průmyslu a nejznámější se stal především díky představením a filmům s jeho dlouholetým přítelem L.Costellem. Právě díky těmto představením se dostal do Hollywoodu, kde se stal velmi populárním.
S Costellem ukončil spolupráci v roce 1957 díky problémům, které oba přinutily mimo jiné prodat jejich domy. O dva roky později Costello zemřel na infarkt. Bud Abbott si v roce 1918 vzal tanečnici a bavičku Betty Smithovou, se kterou vychoval dvě děti, syna Buda, Jr. a dceru Vickie (syn Bud, Jr. zemřel v roce 1997).
Bud trpěl epilepsií, nakonec ale v roce 1974 zemřel na rakovinu. Byl zpopelněn a popel byl rozprášen v Tichém oceánu.
Bud Abbott má tři hvězdy na Hollywoodském chodníku slávy.
Jeho jméno nese asteroid hlavního pásu (17023) Abbott objevený 7. března 1999 australským amatérským astronomem Johnem Broughtonem.